# Manipulació vertebral

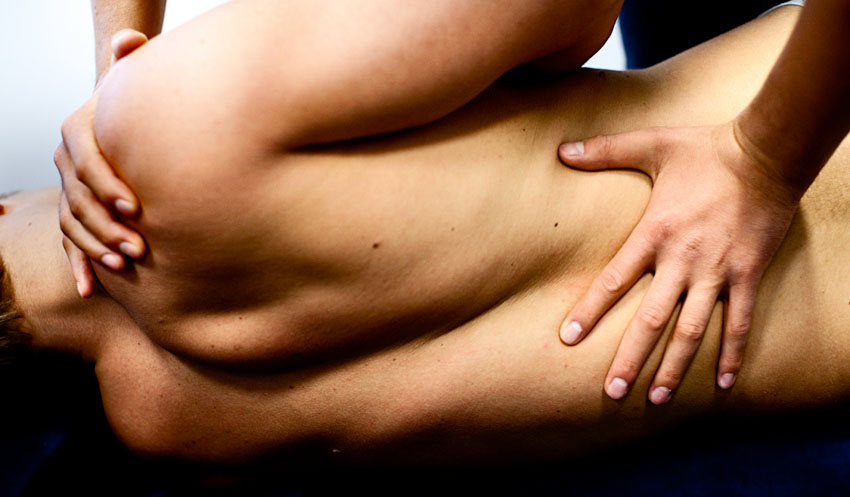
Un quiropràctic realitzant una manipulació de la columna vertebral toràcica a un pacient.

La manipulació vertebral (o manipulació de columna vertebral o, senzillament manipulació de columna) és una intervenció realitzada en articulacions de la columna vertebral, que s'afirma que és terapèutica. Aquestes articulacions a la columna vertebral susceptibles de ser tractades amb la manipulació són les articulacions atlantooccipital, atlantoaxial, lumbosacra, sacroilíaca, costotransversa i costovertebral. Les directrius dels EUA arriben a conclusions diferents respecte a la manipulació de la columna vertebral, algunes no ho recomanen i d'altres ho recomanen en aquells que no milloren amb altres tractaments durant poc temps.
Una revisió de Cochrane del 2004 va trobar que la manipulació de la columna vertebral no era ni més ni menys eficaç que altres teràpies d'ús com els medicaments contra el dolor, la fisioteràpia (amb els exercicis, l'escola a l'esquena, ...) o l'atenció d'un metge de capçalera. No hi ha prou dades per establir la seguretat de les manipulacions de la columna vertebral.